# جون بي. لي
جون بي. لي هو شاعر كندي، ولد في 1951 في تشاتام كينت في كندا.